# Acacia rovumae
Acacia rovumae é uma espécie de leguminosa do gênero Acacia, pertencente à família Fabaceae.